# أوسكار كاميلو
أوسكار كاميلو (بالإسبانية: Oscar Camilo)‏ (30 مارس 1995 في كولومبيا - ) هو لاعب كرة قدم كولومبي في مركز الهجوم.

## وصلات خارجية
- أوسكار كاميلو على موقع قاعدة بيانات كرة القدم.إي يو (الإنجليزية)
- أوسكار كاميلو على موقع Soccerway.com (الإنجليزية)